# Yonas Fissahaye
Yonas Fissahaye, né le 6 janvier 1991,, est un coureur cycliste érythréen.

## Biographie
Lors du Tour d'Érythrée 2011, Yonas Fissahaye remporte une étape et termine quatrième du classement général. Deux ans plus tard, il se classe cinquième du championnat d'Érythrée sur route. 
En avril 2016, il s'impose sur le Circuit d'Asmara.  

## Palmarès
- 2011
  - 3e étape du Tour d'Érythrée
- 2016
  - Circuit d'Asmara

## Classements mondiaux
| Année           | 2013 | 2014 | 2015 | 2016 |
| --------------- | ---- | ---- | ---- | ---- |
| UCI Africa Tour | 119e |      |      | 43e  |